# Гарольд Магоні
Гарольд Магоні (13 лютого 1867 — 27 червня 1905) — ірландський тенісист, переможець Вімблдону 1896.

## Біографія
Магоні народився у столиці Шотландії Единбурзі, у сім'ї адвоката та землевласника Річарда Джона Магоні. Більшу частину життя він прожив у графстві Керрі в Ірландії. Він тренувався на спеціально збудованому для цього корті.
Дебют Гарольда Магоні на Вімблдоні відбувся у 1890 році — тоді він вилетів у першому колі. У 1891 і 1892 роках він доходив до півфіналу. У середині 1890-х ірландець провів тривалий час у США, перш ніж повернутися в Англію у 1896 році та виграти Вімблдон. У фіналі він переміг іншого британця Вілфреда Бедделі у 5 сетах: 6-2, 6-8, 5-7, 8-6, 6-3. Наступного року він не зміг захистити титул, програвши у Челендж-матчі Реджинальду Догерті.
На літніх Олімпійських іграх 1900 року у Парижі він виграв срібну медаль в одиночному розряді і бронзову у парному.
Магоні мав сильний бекхенд, проте погано грав із форхенду. Його товариш Джордж Гільярд писав, що «Магоні ніколи не знав, як правильно бити по м'ячу справа».
Магоні був убитий під час велосипедної прогулянки у віці 38 років. Його тіло знайшли поряд із поламаним велосипедом, неподалік від його дому у графстві Керрі.

## Фінали турірів Великого шолома

### Перемоги
| Рік  | Турнір               | Суперник у фіналі | Рахунок у фіналі        |
| 1896 | Вімблдонський турнір | Вілфред Бедделі   | 6-2, 6-8, 5-7, 8-6, 6-3 |

### Поразки
| Рік  | Турнір               | Суперник у фіналі  | Рахунок у фіналі |
| 1897 | Вімблдонський турнір | Реджинальд Догерті | 6-4, 6-4, 6-3    |

## Фінали Олімпіад

### Одиночний розряд: 1 (1 срібна)
| Результат | Рік  | Олімпійські ігри | Покриття | Суперник       | Рахунок       |
| --------- | ---- | ---------------- | -------- | -------------- | ------------- |
| Silver    | 1900 | Париж            | Ґрунт    | Лоренс Догерті | 4–6, 2–6, 3–6 |

### Мікст: 1 (1 срібна)
| Результат | Рік  | Олімпійські ігри | Покриття | Партнер     | Суперники                         | Рахунок  |
| --------- | ---- | ---------------- | -------- | ----------- | --------------------------------- | -------- |
| Срібло    | 1900 | Париж            | Ґрунт    | Івонн Прево | Шарлотта Купер Реджинальд Догерті | 2–6, 4–6 |